# Aaron McIntosh
Aaron John McIntosh (* 7. Januar 1972 in Auckland) ist ein ehemaliger neuseeländischer Windsurfer.

## Erfolge
Aaron McIntosh nahm an den Olympischen Sommerspielen 1996 in Atlanta und 2000 in Sydney in der Bootsklasse Mistral teil. 1996 verpasste er mit 27 Punkten als Vierter zunächst knapp einen Medaillengewinn, vier Jahre darauf gelang ihm dieser aber schließlich mit dem Gewinn der Bronzemedaille. Seine 48 Punkte reichten für den dritten Platz hinter Christoph Sieber und Carlos Espínola. Dreimal wurde McIntosh in der Mistral-Klasse Weltmeister: 1994 in Gimli, 1997 in Perth und 1998 in Brest. Darüber hinaus gewann er bei Weltmeisterschaften zweimal die Silber- und einmal die Bronzemedaille.
McIntosh ist unter anderem seit 2008 Trainer von Dorian van Rijsselberghe, der 2012 und 2016 Olympiasieger im Windsurfen wurde.